# Guillaume Pot de Rhodes
Guillaume Pot, genannt Guillaume Pot de Rhodes (* vor 1583; † 1603), war Herr von Rhodes und Chemault, Beamter des französischen Hofes und erster Großzeremonienmeister von Frankreich. Er war der Sohn des königlichen Zeremonienmeisters (Maître des cérémonies) Jean Pot de Chemaut.

## Leben
Guillaume Pot, der aus der burgundischen Adelsfamilie Pot stammt, wurde einer der Favoriten des Königs Heinrich III., und als solcher vom königlichen Hof mit einer Reihe von Aufgaben betraut. Unter anderem folgte er auch seinem Vater als königlicher Zeremonienmeister. In dieser Funktion wurde er 1583 von der in Saint-Germain tagenden Arbeitsgruppe, die das bis dahin herrschende Durcheinander im Hofzeremoniell zu diskutieren sollte, damit beauftragt, eine Zusammenstellung der höfischen Gebräuche zu verfassen, die zwar nicht erhalten geblieben ist, aber vermutlich die Ordonnanz Heinrichs III. vom 1. Januar 1585, die dieses Thema betraf, beeinflusst hat. Mit dieser Ordonnanz wurde unter anderem ein Reglement zum Amt des Grand Maître des Cérémonies de France erlassen, das damit vom Amt der Großmeisters von Frankreich getrennt wurde. Guillaume Pot selbst wurde dann am 2. Januar 1585 mit einem Patentbrief das reformierte Amt übertragen. Die schlechte Gesundheit Pots und seine Aufgaben in der Armee erforderten jedoch, dass zur Unterstützung des Grand Maître des Cérémonies das Amt eines Maître des Cérémonies de France geschaffen wurde.
Guillaume Pot heiratete Jacqueline de La Chatre, Tochter von Claude de La Châtre, Baron de La Maisonfort, und Schwester des Marschalls Claude de La Châtre. Das Paar bekam sechs Töchter und fünf Söhne:
- Henri, der Guillaumes Nachfolger als Porte-cornette blanche wurde
- Guillaume II. Pot de Rhodes, der Guillaumes Nachfolger als Grand Maître des Cérémonies de France wurde
- François, der Nachfolger seines Bruders Guillaume wurde
- Georges, Ritter des Malteserordens
- Antoine, Kapuziner